# Vysoký kámen (Javořická vrchovina, 728 m)
Vysoký kámen (728 m) je hora v oblasti České Kanady ležící severovýchodně od osady Rožnovec náležící k obci Český Rudolec. Nachází se asi 100 metrů severně od silnice mezi Rožnovcem a Matějovcem, přibližně 1,5 km od zemské hranice Čechy-Morava (vrchol leží na Moravě) a zároveň leží přímo na hlavním evropském rozvodí. Na skalnatý vrchol stoupá kamenné schodiště.